# スナックあけみ (テレビ番組)
『スナックあけみ』は、2023年8月30日（29日深夜）にテレビ宮崎で放送されたトークバラエティ番組。

## 概要
ニシタチの隅にひっそりと佇むスナックを舞台に、どこかのテレビ局のアナウンサーによく似た「あけみママ」と店に来ている「ジョーレン」がお気に入りの客（ゲスト）をトークで「丸裸に」していく模様を放送する深夜番組。

## 出演者
役名は、テレビ宮崎がYouTubeで配信している番組動画からの参考。
- あけみママ（演者名非公表）
- ジョーレン（演者名非公表）

## スタッフ
データは、テレビ宮崎がYouTubeで配信している番組動画からの参考。
- ディレクター：尾上明日香
- 企画：村上辰之助、甲斐穂香
- プロデューサー：佐々木良高
- 制作・著作：You & UMK（テレビ宮崎）

## 放送リスト

### 2023年
| 回 | 放送日時                                   | ゲスト     | 備考 |
| -- | ------------------------------------------ | ---------- | ---- |
| 1  | 8月30日（水）0:54 - 1:19（29日（火）深夜） | 児玉泰一郎 |      |